# Arriance
Arriance är en kommun i departementet Moselle i regionen Grand Est (tidigare regionen Lorraine) i nordöstra Frankrike. Kommunen ligger i kantonen Faulquemont som tillhör arrondissementet Boulay-Moselle. År 2022 hade Arriance 216 invånare.

## Befolkningsutveckling
Antalet invånare i kommunen Arriance
| Referens: INSEE |